# Comtat de Chaumontois
El Comtat de Chaumontois fou una jurisdicció feudal de Lorena a la regió del Chaumontois (Calvomontensis pagus) que va tenir títol comtal i que estava format per part dels Vosges i la regió cap a la desembocadura del riu Meurthe al riu Mosel·la. Les úniques viles de certa importància eren Pompey, Champigneules i Pixerécourt (més tard es va fundar Nancy).
El Chaumontois fou un comtat que va pertànyer a descendents de Pipí d'Héristal fins al 820. El descendent del comte Arnul II, fill o net, Rainer va ser comte de Saunois, nom del territori veí del Chaumontois que probablement també devia governar; el seu fill Vigeric va rebre el comtat palatí d'Aquisgrà i el comtat de Les Ardennes. Un possible germà seu, Ricuí, era comte de Verdun i va morir el 923. Potser un altre germà va rebre el Saunois i Chaumontois doncs el 946 va morir un comte de Chaumontois anomenat Hug i la seva vídua Eva va fer una donació junt amb el fill Odalric, que fou arquebisbe de Reims el 962.
Chaumontois es devia fraccionar temporalment en el comtat propi que hauria anat al seu fill Arnulf o Arnold, i el de Mortagne on apareix per la mateixa època el comte Raimbald. Posteriorment s'esmenten el comtes Ripald (mort després del 1027) i Berald 
Posteriorment el nom de Chaumontois desapareix de la història segurament en la jurisdicció de les Ardenes i Verdun, excepte una part que vers 1035 va formar el comtat de Brixey els comtes del qual per l'onomàstica es consideren emparentats als de Chaumont.

## Llista de comtes
- Dreux, Comte de Xampanya, ?-708 (fill de Pipí d'Heristal)
- Arnul I (fill), Comte de Chaumontois 708-728
- Agnorald (fill), Comte de Chaumontois 728-790
- Arnul II (fill), Comte de Chaumontois 790-820
- Rainer (fill?), comte de Saunois + cap al 880
- Vigeric fill), Comte Palatí d'Aquisgrà i comte de les Ardennes 880-918
- Hug (fill?), comte de Chaumontois 918-946
- Arnulf 946-?
- Ripald ?-1028
- Berald ?